# 122-мм гармата зразка 1931/37 років (А-19)
122-мм корпусна гармата зразка 1931/1937 років (заводський індекс — А-19, індекс ГАУ — 52-П-471А) — радянська гармата періоду Другої світової війни. В основі цієї гармати була модернізована 122-мм гармата зразка 1931 року, при цьому ствол попередньої моделі 
122-мм гармати накладався на лафет 152-мм гаубиці-гармати МЛ-20. Гармату серійно виробляли з 1939 по 1946 рік, активно і успішно використовували у Великій Вітчизняній війні, складаючи разом з МЛ-20 основу потужної артилерії РВГК. Після закінчення війни ця артилерійська система довго перебувала на озброєнні Радянської армії і ряду інших країн, у кількох країнах вони використовуються і в даний час. На базі гармати були створені найпотужніші серійні танкові гармати Другої світової війни.

## Історія

### Передумови та створення
Цю гармату було прийнято на озброєння РСЧА у 1936 р. Гармата мала деякі вади, зумовлені здебільшого конструкцією лафета, серед яких назвімо такі:
- не дуже вдала конструкція колісного ходу, що обмежує рухливість гармати;
- відсутність автоматичного відключення підресорювання (що знижувало швидкість переходу з похідного в бойове положення і назад);
- ненадійна і низька швидкість механізму підіймання;
- технологічна складність виробництва лафета[2].

Водночас, до кінця 1936 року на випробування вийшла нова 152-мм гаубиця-гармата МЛ-20, яка мала лафет більш сучасної конструкції. Виникла логічна ідея — накласти ствол 122-мм гармати на лафет 152-мм гаубиці-гармати, що робило обидві системи дуплексом, тобто двома гарматами, що використовують єдиний лафет, але різні ствольні групи.  Застосування дуплексу замість індивідуального виготовлення артилерійських систем спростило та здешевило їх виробництво, відтак оптимізувало експлуатацію.
Роботи з модернізації гармати були проведені в конструкторському бюро (КБ) заводу № 172 (Пермський завод) під керівництвом відомого радянського конструктора-зброяра Ф. Ф. Петрова. Полігонні випробування нової гармати успішно пройшли у вересні — жовтні 1938 року, а 29 квітня 1939 року вона була прийнята на озброєння під офіційною назвою «122-мм корпусні гармата зраз. 1931-1937 р.». Цікаво, що індекс «А-19», що відноситься до попередньої модифікації, активно використовувався для позначення нової гармати.

### Виробництво
122-мм гармати зразка 1931-1937 рр. до 1941 року виготовляв завод «Барикади» у місті Волгоград, у 1941-1946 роках — на заводі № 172 в Пермі, також в 1941 році замовлення на виготовлення гармат цього типу було дано новому заводу № 352 в Новочеркаську. На жаль, наявна статистика не розрізняє випуску модифікацій 122-мм корпусних гармат, орієнтовно кількість гармат зразка 1931-1937 рр. можна оцінити у 2450 шт. Всього ж за 1935-1946 роки було випущено 2926 шт. 122-мм гармат обох модифікацій, не рахуючи тих, що призначалися для установки на самохідні артилерійські установки і танки.
| Виробництво 122-мм гармат зраз. 1931-1937 р., шт. |      |      |      |      |      |      |      |
| 1939                                              | 1940 | 1941 | 1942 | 1943 | 1944 | 1945 | 1946 |
| 256*                                              | 469  | 442  | 385  | 414  | 160  | 245  | 206  |
| * разом зі 122-мм гарматами зраз. 1931 р.         |      |      |      |      |      |      |      |

### Післявоєнні розробки корпусного дуплексу
За час серійного випуску конструкція гармати не зазнала значних змін. Від 1945—1946 років були розпочаті роботи по розробці нового дуплексу, призначеного для заміни А-19 і МЛ-20, якими займалися провідні артилерійські конструкторські бюро. Ці роботи були завершені з прийняттям на озброєння 130-мм гармати М-46 і 152-мм гармати М-47 (розробки КБ заводу № 172 — ОКБ-172), а також 122-мм гармати Д-74 і 152-мм гармати-гаубиці Д-20 (розробки КБ заводу № 9 — ОКБ-9). Дані артилерійські системи були абсолютно новими розробками, як конструктивно, так і балістично мали мало спільного з А-19 і МЛ-20.

## Опис конструкції

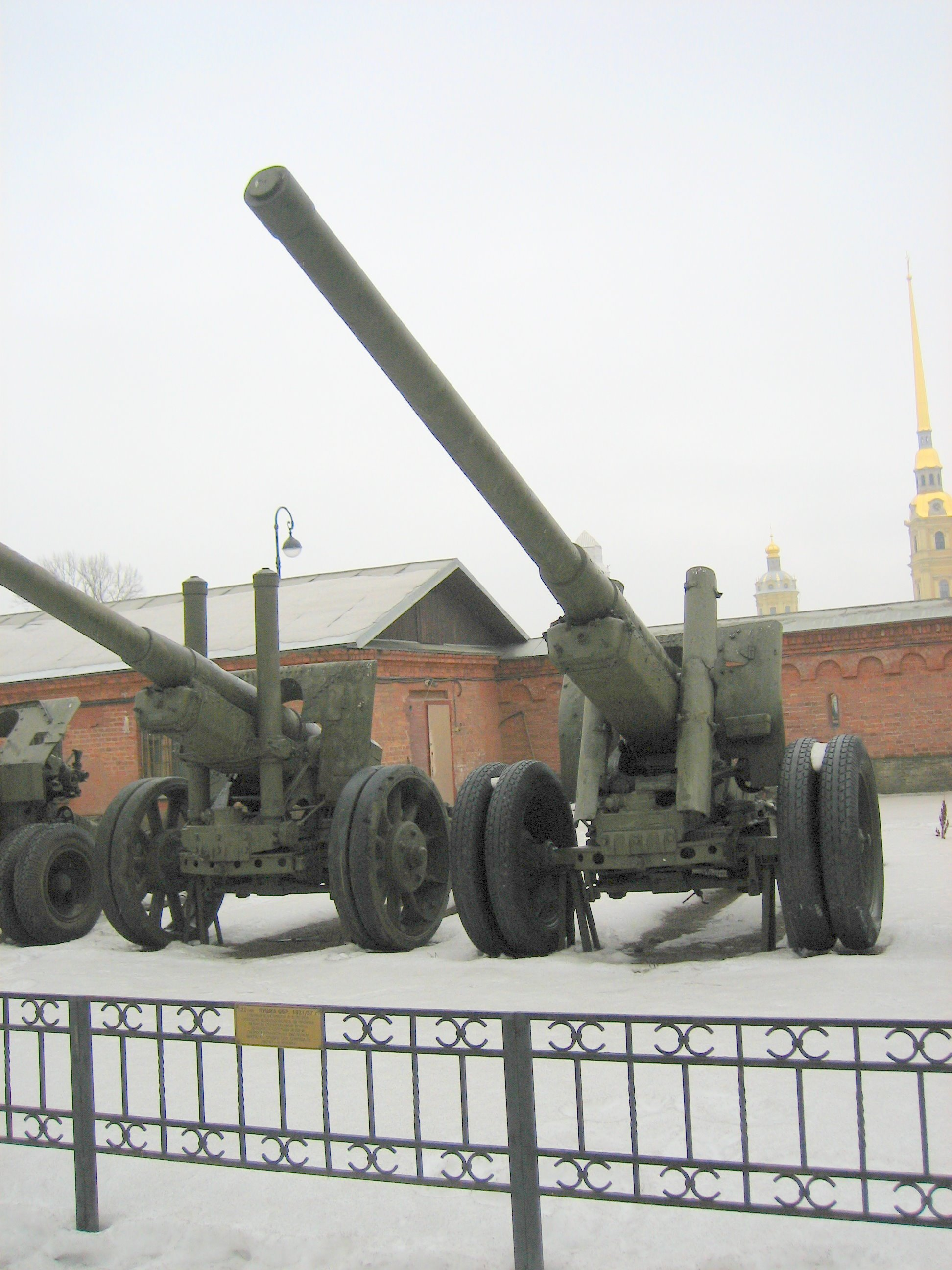
122-мм гармати зраз. 1931 р. і зраз. 1931/37 р. (праворуч) в артилерійському музеї р. Санкт-Петербург

Гармата мала цілком сучасну для свого часу конструкцію з лафетом з розсувними станинами і підресореним колісним ходом. Ствол гармати з вільною трубою, складався з труби, кожуха і навинтного казенника. Гармата оснащувалася затвором поршневого типу, за своєю будовою він був аналогічний затвору 152-мм гаубиці-гармати МЛ-20, але мав дещо менші розміри. Затвор складається з  механізмів запирання, ударного, викидного, полегшення заряджання і утримання гільзи. Що б запобігти випаданню гільзи під час стрільбі під великими кутами піднесення, є утримувач, для зручного заряджання введена напрямна планка. Постріл проводився за допомогою шнура.
Пристрої що запобігають відкочуванню складаються з наступних механізмів:
- гідравлічне гальмо відкочення веретенного типу, наповнюється веретенним маслом кількість 22 л;
- гідропневматичний накатник, наповнюється гліцеринової рідиною стеол (22 л) і повітрям під тиском 45 атм.

Пристрої що запобігають відкочуванню гармати змонтовані під стволом в люльці подібній до ночов. Люлька з цапфами на роликових підшипниках лежить в цапфових гніздах верхнього верстата і зчіплюється сектором з валом механізму підйому. При відкаті пристрої що запобігають відкочуванню залишалися нерухомі. Довжина відкочення при кутах піднесення 0-34° постійна 1150±100 мм, 34-48° — змінна від 1150±100 мм до 875±25 мм, 48-65° — постійна 875±25 мм.
Лафет з розсувними станинами забезпечений механізмом врівноваження та щитовим прикриттям. Верхній верстат являє собою сталевий виливок, що складається з основи і двох щік, лежить на нижньому верстаті і з'єднується з ним штирем, на якому може обертатися в горизонтальній площині на 29° в кожну сторону. З нижнім верстатом шарнірно з'єднані дві станини, які в бойовому положенні розсуваються і впираються в ґрунт забивними сошниками; в транспортному положенні станини зводяться разом і скріплюються. В лобовій частині нижнього станка в спеціальному гнізді поміщається бойова вісь, на кінці якої надіті колеса. Колеса виготовляли у двох варіантах:
- литі з гумовою шиною;
- дискові здвоєні з шиною з губчатого каучуку.

Ресори пластинчасті, укріплені на нижній площині верстата і з'єднані підвісками з бойової віссю. Механізми підйому і повороту секторного типу. Механізм врівноваження пружинного типу, являє собою дві колонки (складаються з двох надягнутих один на інший циліндрів кожна), з пружинами всередині, розташованих перед щитом. Лафет гармати був визнаний нормалізованим і отримав позначення 52-Л-504А.
Прицільні пристосування включають в себе приціл і панораму. Приціли використовувалися двох різновидів, з незалежною та напівнезалежною (на гарматах пізніх років випуску) лінією прицілювання, між собою приціли розрізнялися незначно.
Перевезення гармати зазвичай здійснювалось на лафеті зі стволом у відтягнутому положенні і роз'єднаним з пристроями що запобігають відкочуванню. Для перевезення гармати використовувався передок, що складається з рами, тягового пристрою, поворотної частини, осі з колесами, пластинчастих ресор. Час переходу з похідного положення в бойове становив 8-10 хвилин, а спеціальний механізм відключав підресорювання колісного ходу. На невеликі відстані система могла перевозитися з неодягнутим стволом зі швидкістю 4-5 км/год, при цьому ресори обов'язково повинні бути вимкнені.
Гармати буксирували тягачами З-2 «Сталінець», «Комінтерн», з 1943 року — тягачами Я-12.

## Модифікації та варіанти

### А-19С

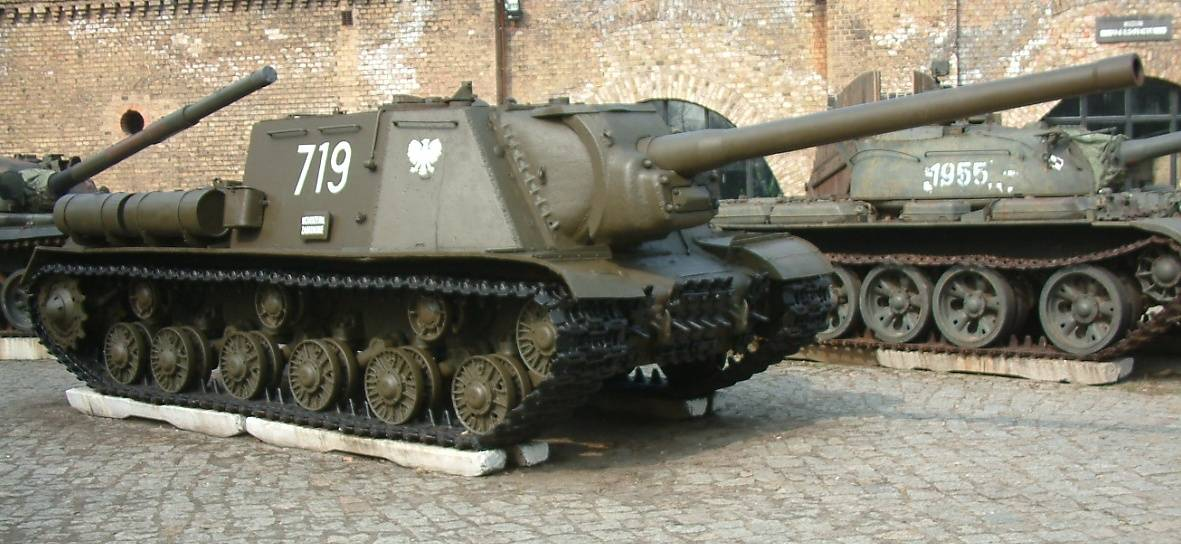
Самохідна артилерійська установка ІСУ-122

З кінця 1943 року почалося виробництво потужної самохідної артилерійської установки (САУ), ІСУ-152 на базі важкого танка ІС, збройної 152-мм гаубиці-гармати МЛ-20. Тоді ж було прийнято рішення про створення варіанту ІСУ-152 з установкою в неї 122-мм гармати А-19. У грудні 1943 року дослідний зразок «Об'єкт 242» нової САУ був побудований і переданий на випробування. 12 березня 1944 року САУ була офіційно прийнята на озброєння РСЧА під індексом ІСУ-122, з квітня того ж року почалося його серійне виробництво. Для установки в САУ була розроблена спеціальна модифікація А-19 під індексом А-19С (індекс ГАУ — 52-ПС-471). Відмінності самохідного варіанта гармати від буксированої полягали в перенесенні органів наведення гармати на одну сторону, обладнанні казенної частини лотком-приймачем для зручності заряджання і введення електроспуску.
У травні 1944 року А-19С піддалася модернізації, в результаті якої стволи А-19С до і після неї стали невзаємозамінними. Модернізований варіант отримав офіційне позначення 122-мм самохідна гармата зраз. 1931/44 рр., причому в ньому, крім різновиду ствола з вільної трубою, використовувалися і стволи-моноблоки. У конструкцію механізмів наведення (горизонтального гвинтового типу і вертикального секторного типу) також внесли зміни, зокрема, підьомний механізм отримав здавальна ланка у вигляді конусної фрикційної муфти між шестернею і черв'ячним колесом. Це дозволило зменшити інерційні навантаження в підйомному механізмі.
Виробництво ІСУ-122 с А-19С тривало до 1945 року включно, всього було випущено 1735 машин.

### Д-2 і М-5
Поява в 1943 році на полі бою нових важких німецьких танків і САУ гостро поставило питання про засоби боротьби з ними. Як рішення пропонувалися різні варіанти, в тому числі і спеціалізовані 122-мм протитанкові гармати з балістикою гармати А-19. Зокрема завод № 9 розробив і побудував не менше чотирьох 122-мм гармат Д-2, які до середини 1944 року успішно пройшли  випробування на полігоні. У наявних джерелах інформації поки немає докладного опису цих гармат, відомо що вони були полегшеною версією А-19 на лафеті гаубиці М-30. Система на озброєння прийнято не було. Наприкінці 1943 року була зроблена ще одна спроба накладення ствола з балістикою А-19 на лафет М-30. Створений в КБ заводу № 172 дослідний зразок, який отримав індекс М-5, на початку 1943 року вступив на випробування, які закінчилися невдало — гармата продемонструвала погану стійкість і купчастість; після повторного виходу з ладу дульного гальма на випробувальних стрільбах роботи над гарматою були припинені.

### Д-25

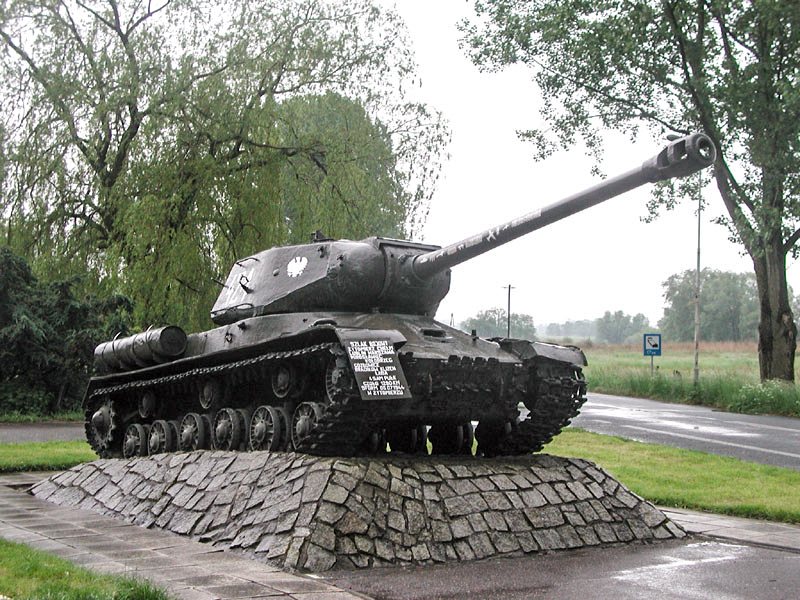
Важкий танк ІС-2

У серпні 1943 року Я. Ж. Котін, конструктор перспективного важкого танка «ІС», спираючись на досвід Курської битви (продемонструвала високу ефективність 122-мм гармат проти важких німецьких танків), запропонував озброїти новий танк гарматою А-19. Пропозицію було прийнято, і КБ заводу № 9 було наказано в терміновому порядку розробити танковий варіант А-19. У листопаді 1943 року нова гармата була створена шляхом накладення ствольної групи гармати Д-2 на люльку 85-мм танкової гармати Д-5, спочатку встановленої в танк ІС-1. Його випробування закінчилися в цілому успішно. З грудня 1943 року гармата, що одержала найменування 122-мм танкова гармата зразка 1943 року (Д-25Т) («суміщений» індекс від Д-2 і Д-5) почали встановлювати на танки ІС-2. Конструктивно Д-25Т відрізнялася від А-19 полегшеною конструкцією, наявністю дульного гальма, перенесенням органів управління на одну сторону, введенням електроспуску і рядом інших деталей. Перші модифікації Д-25Т мали, як і А-19, поршневий затвор; з початку 1944 року в серію пішла модифікація Д-25Т з напівавтоматичним клиновим затвором. Балістика та боєприпаси Д-25Т і А-19 були ідентичні. Спочатку обсяг випуску Д-25Т був невеликим і розглядалася можливість установки в ІС-2 безпосередньо гармат А-19. Однак завод № 9 успішно збільшив виробництво Д-25Т і питання про монтажі А-19 в ІС-2 відпав. Гармати Д-25Т встановлювалися на серійні важкі танки воєнного часу ІС-2, ІС-3, а її наступні модифікації — на дослідні та серійні зразки повоєнних важких танків, наприклад, важкий танк Т-10 озброювали  122-мм гарматою Д-25ТА.
Крім установки на танки гармати Д-25 встановлювали і САУ, причому його варіант для цієї мети помітно відрізнявся по технічному пристрою від танкового — були змінені конструкція гальма накату і механізму напівавтоматики (останній став скалкового типу). Ця модифікація отримала позначення Д-25С і була основним озброєнням самохідної артилерійської установки ІСУ-122С.

## Організаційно-штатна структура

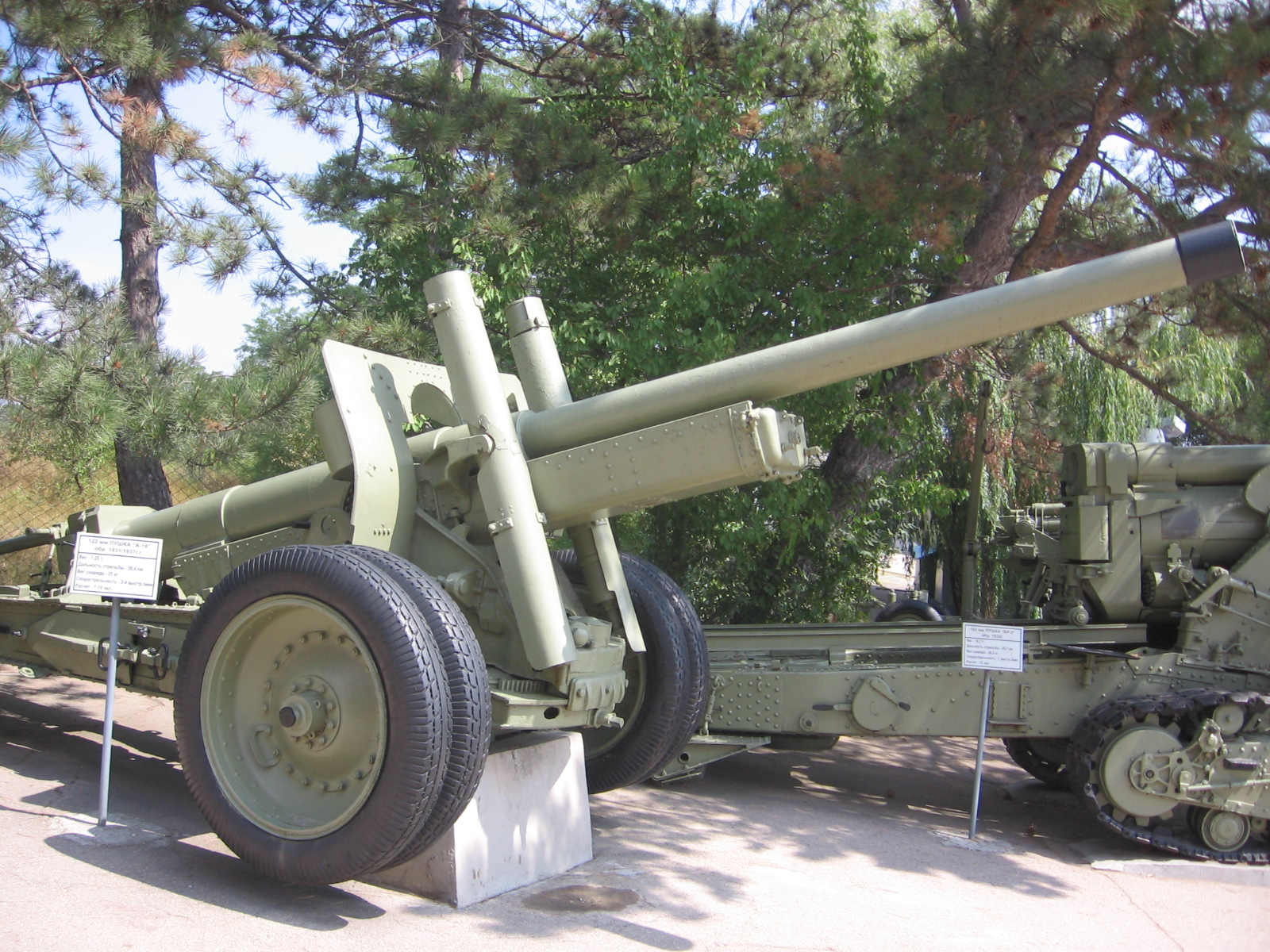
122-мм гармата обр. 1931/37 р. в Музеї героїчної оборони і звільнення Севастополя. Ствол гармати в похідному положенні.

Спочатку А-19 призначалася для корпусної артилерії, разом з 152-мм гаубицею-гарматою МЛ-20, з якою вона складала так званий «корпусних дуплекс». В 1940-1941 рр. було декілька типів корпусних артилерійських полків:
- два дивізіону МЛ-20 і один дивізіон А-19 або 107-мм гармат (12 гармат);
- один дивізіон МЛ-20 і два дивізіону А-19 або 107-мм гармат (24 гармати);
- два дивізіони МЛ-20 і два дивізіону А-19 або 107-мм гармат (24 гармати);
- три дивізіони МЛ-20 (36 гаубиць-гармат);
- два дивізіони МЛ-20 (24 гаубиці-гармати).

Незабаром після початку Великої Вітчизняної війни корпусні артилерія була скасована разом зі стрілецькими корпусами. Знову вона була відроджена в другій половині війни. За штатом корпусні артполки нової організації мали 16-20 систем, в якості яких використовувалися 122-мм гармати, 107-мм гармати і 152-мм гаубиці. На 1 червня 1944 року в корпусної артилерії було 387 гармат А-19 (полки по 18 гармат), 54 гаубиці-гармати МЛ-20, 192 152-мм гаубиці і до 490 107-мм гармат. На 1 травня 1945 року в корпусної артилерії було 289 гармат А-19 (полки по 18 гармат), 54 гаубиці-гармати МЛ-20, 164 152-мм гаубиці, 58 100-мм гармат БС-3 і до 490 107-мм гармат.
Крім корпусної артилерії, А-19 складалася на озброєнні артилерії резерву Верховного Головного Командування (РВГК). Гарматний полк РВГК до літа 1941 року мав за штатом 48-19, або 24 МЛ-20 та 24-19. Восени 1941 року полиці РВГК були розукрупнені, в батареях замість чотирьох гармат стало два, зменшилася кількість дивізіонів з 4 до 3, разом в гарматному полку РВГК стало 18 гармат. З 1942 року формуються артилерійські бригади РВГК, гарматна бригада мала 36 А-19. Гарматні бригади РВГК могли входити до складу більш великих артилерійських з'єднань — артилерійських дивізій. Артилерійські дивізії, які почали формуватися з кінця 1942 року, включали одну гарматну бригаду А-19 (і ще три бригади більш легких гармат і мінометів). З червня 1943 року формуються гарматні артилерійські дивізії, що включали в себе 3-4 бригади А-19 і МЛ-20 (всього 108-144 гармат).

## Бойове застосування

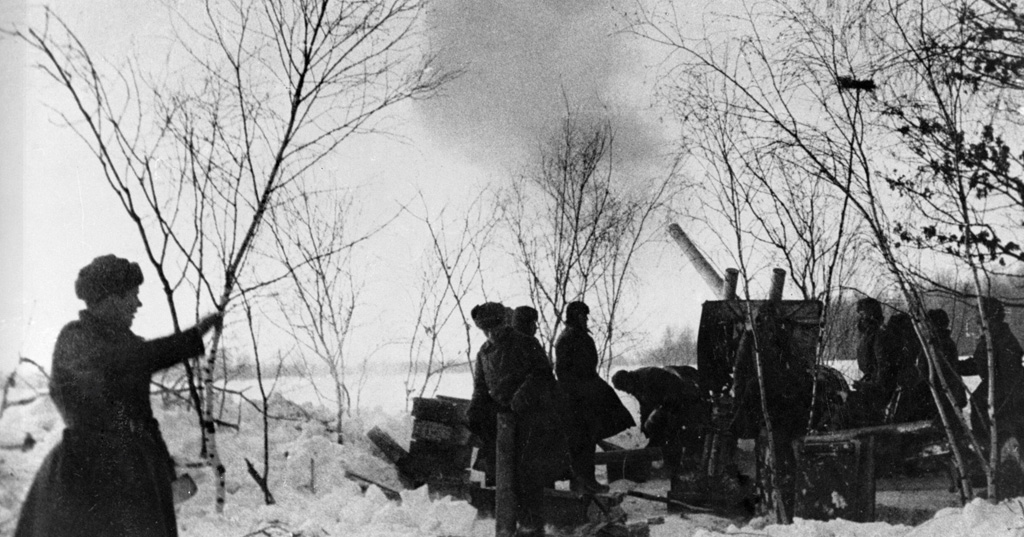
Артилеристи ведуть вогонь по ворогу з 122-мм корпусної гармати під час оборони Москви, 3 грудня 1941 року, фото Ст. А. Теміна

Гапмати цього типу брали участь у радянсько-фінській війні 1939-1940 р. На 1 березня 1940 року на фронті знаходилося 127 гармат А-19 обох модифікацій, втрати через війну склали 3 гармати.
На червень 1941 року було, за різними джерелами, 1300 або 1257 (1236 в армії і 21 у складі ВМФ) 122-мм корпусних гармат. У західних округах перебували 583 122-мм гармати. У 1941 році втрати 122-мм гармат склали не менше 900 одиниць. Ці системи активно й успішно використовувалися до кінця війни, а також брали участь у боях проти японських військ у 1945 році. Перший постріл по Берліну 20 квітня 1945 року зробила 122-мм гармата А-19 № 501.
Основними цілями 122-мм гармат були скупчення живої сили і техніки, колони на марші, артилерійські батареї, польові склади, штаби та вузли зв'язку, добре укріплені оборонні позиції. У разі гострої необхідності 122-мм гармати залучалися для боротьби з танками і САУ противника, особливо важкими. Перші подібні випадки були зафіксовані ще в 1941 році — так, у жовтні 1941 року 122-мм гармати, встановлені на пряму наводку, відбивали атаки німецьких танків уздовж Волоколамського шосе в ході битви за Москву. Найбільшу ж популярність набули випадки використання таких гармат для боротьби з добре броньованою німецькою бронетехнікою в ході Курської битви (втім, масштаб використання А-19 в цій ролі був не дуже значним — так, ні на одному з 31 підбитого танка «Пантера», досліджених комісією НДІ БТ полігону з 20 по 28 липня 1943 року поразок від вогню 122-мм гармат не відзначено). Балістика гармат дозволяла їм успішно вражати всі типи ворожої бронетехніки. Як приклад, можна навести результати обстрілу трофейного танку «Пантера» на полігоні в Кубинці: А-19 пробила лобову броню даного танка товщиною 80 мм з нахилом до нормалі 55° на дистанції 2,5 км, причому було особливо відзначено, що це ще не межа. Для порівняння, новітня на той момент 100-мм польова гармата БС-3 пробивала цю ж бронеплиту максимум на 1,5 км. В той же час, використання корпусних гармат для стрільби прямою наведенням по бронетехніці супротивника в цій ролі було крайнім випадком — як протитанкові гармати, А-19 мала великі габарити, високу вартість, низькі швидкості вертикальної і горизонтального наведення. Щоб уникнути втрати цінних гармат, залучати важку артилерію РВГК до боротьби з танками противника дозволялося лише у крайньому разі.

## 122-мм гармата зраз. 1931/37 р. за кордоном

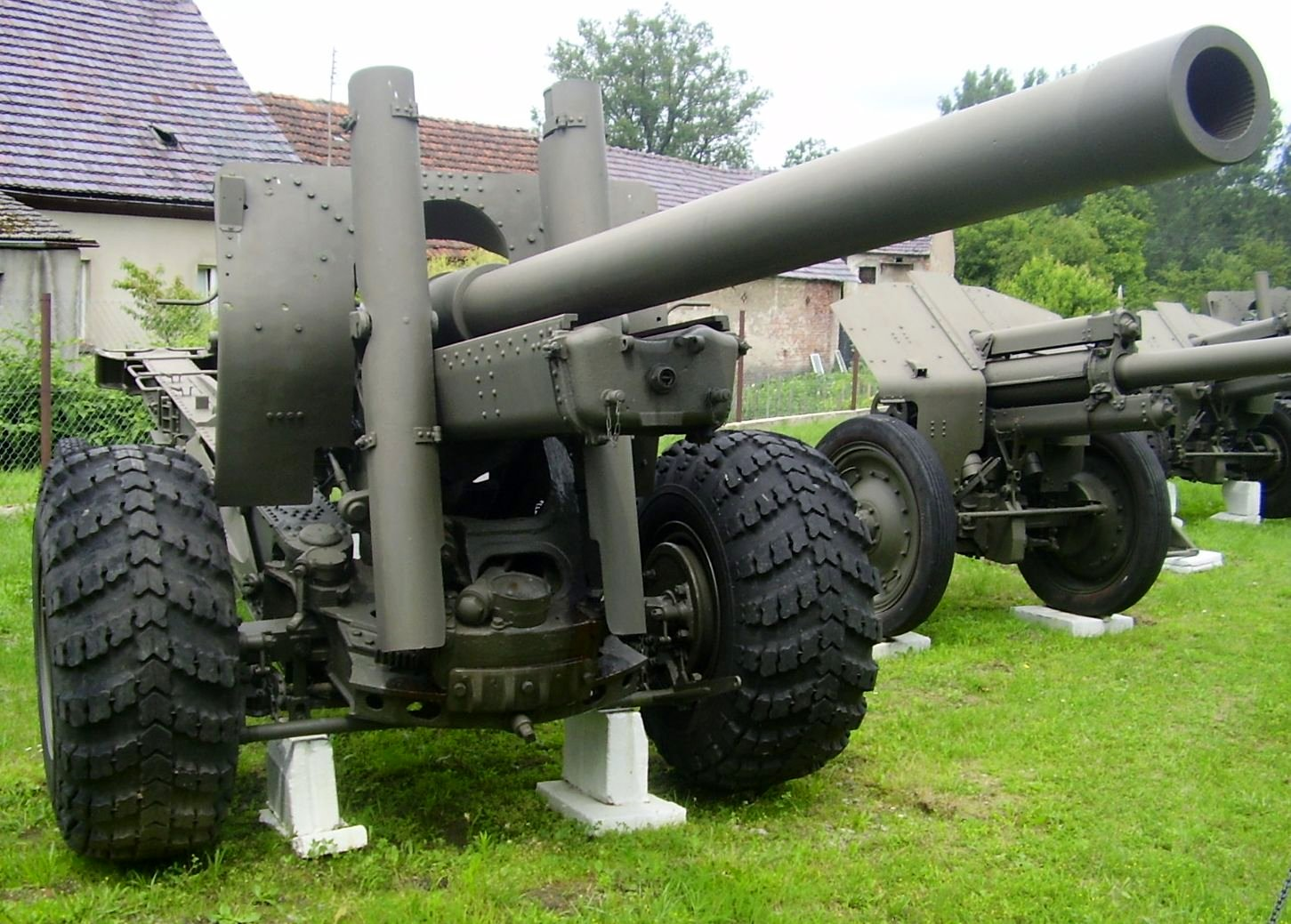
122 mm armata wz. 1931/37/85 — польська модифікація А-19

Деяка кількість гармат цього типу було захоплено вермахтом в 1941-1942 роках. В німецькій армії трофейні гармати отримали індекс 12,2 cm K. 390/2(r) і використовувалися як в польовій артилерії, так і в артилерії берегової оборони, усього німці використовували 424 гармати А-19 обох модифікацій. Для трофейних 122-мм гармат німці навіть налагодили випуск снарядів (у 1943 році було виготовлено 278,5 тисяч пострілів, в 1944 році — ще 295,8 тисяч).
В 1943 році нацистська Німеччина продала 150 трофейних гармат А-19 Іспанії за ціною 112 000 рейхсмарок за штуку. В Іспанії на Fabrica de Armas de Trubia було налагоджено виробництво 122-мм снарядів для А-19. Після модернізації гармати А-19 (іспанське позначення 122/46 (russo .31)) перебували на озброєнні армії Іспанії до початку 1990-х років.
Фінська армія в 1941 році захопила 25 гармат А-19 обох варіантів, яким фіни привласнили індекс 122 K/31, не роблячи особливих відмінностей між модифікаціями. Гармата оцінювалася фінськими військовими дуже високо, проте брак важких тягачів змусив використовувати гармату головним чином в береговій обороні. Протягом війни трофейні гармати випустили 6755 снарядів, втрати склали 4 гармати (в 1944 році). Після війни трофейні гармати ще довго перебували на озброєнні фінської армії, причому в 1980-х роках деякі гармати замість штатних отримали стволи 152-мм гаубиці-гармати МЛ-20, ця модифікація мала назву 152 Н 37-31. Наприкінці 1980-х і ці, і 122-мм гармати, що залишилися, отримали нові 152-мм стволи довжиною 32 калібру фірми Vamma, гармати даної модифікації отримали назву 152 H 88-31 і станом на 2004 рік все ще зберігалися на складах).
Гармати А-19 використовувалися Військом Польським у 1944-1945 роках. На 1952 рік польська армія мала 63 гармати цього типу. У 1980-х роках польські гармати були модернізовані (зокрема, був замінений колісний хід) і отримали найменування 122 mm armata wz. 1931/37/85. З 2007 року гармат цього типу у складі польської армії не було. 78 гармат А-19 було поставлено Югославії під час війни і в перші повоєнні роки.
Не менше 36 гармат А-19 було поставлено Єгипту; гармати використовувалися в ході арабо-ізраїльських воєн і в даний час знаходяться на озброєнні. Також не менш 100 гармат використовувалися Сирією, в даний час вони знаходяться на консервації.
Також, згідно виданню The Military Balance 2007, станом на 2007 рік А-19 все ще перебували на озброєнні Алжиру, Болгарії, Гвінеї, Ємену, КНДР, Куби та Румунії.

## Характеристики і властивості боєприпасів

Гільзи і снаряди гармати А-19. Зліва направо: гільза бронебійного пострілу, гільза осколково-фугасного пострілу, осколково-фугасна гарматна граната ОФ-471, гостроголовий бронебійно-трасуючий снаряд БР-471, тупоголовый бронебійний снаряд з балістичним наконечником БР-471Б. Всі снаряди показано з двох сторін. Маркування на гільзі відповідає заряду танкової гармати Д-25Т.

Гармата мала роздільно-гільзове заряджання. З нею могли використовуватися чотири метальних зарядів (індекс ГАУ — Ж-471) — повний, № 1, № 2 та № 3, які розміщувалися в металевій гільзі довжиною 785 мм. Заряд № 3 був основним пучком, заряд № 2 — основний пучок і пучок № 3, заряд № 1 — основний пучок, пучок № 3 і один рівноважний пучок, повний заряд — основний пучок, пучок № 3 і два рівноважних пучка. Типи порохів — 22/1, НФ17/1 або Н19/1, вага повного заряду — 6,82 кг. Для стрільби використовувалися як спеціальні гарматні, так і гаубичні снаряди, але останніми, унаслідок меншої міцності, не можна було стріляти повним зарядом, а деякими гаубічними снарядами (наприклад, ОФ-460А і ОФ-462А) стріляти заборонялося. Основними використовуваними снарядами (часто і при стрільбі по танках) були осколково-фугасні. Бронебійні снаряди входили, головним чином, в боєкомплекти самохідних систем і гармат берегової оборони, розрахункам польових гармат такі снаряди видавалися тільки при безпосередній загрозі атаки вогневих позицій танками противника. Бетонобійні снаряди використовувалися для стрільби по довготривалих вогневих точок.
| Номенклатура боєприпасів                              |            |                  |             |                          |                       |
| Тип                                                   | Індекс ГАУ | Вага снаряда, кг | Вага ВР, кг | Початкова швидкість, м/с | Дальність таблична, м |
| Калиберні бронебійні снаряди                          |            |                  |             |                          |                       |
| Бронебійний остроголовый (АРНЕ)                       | 53-БР-471  | 25,0             | 0,156       | 800                      | 4000                  |
| Бронебійний тупоголовый (АРНЕВС), з початку 1945 року | 53-БР-471Б | 25,0             | ?           | 800                      | 4000                  |
| Осколково-фугасні снаряди                             |            |                  |             |                          |                       |
| Гарматний з привинтной головкою                       | 53-ОФ-471Н | 25,0             | 3,8         | 800                      | 19 800                |
| Гарматний                                             | 53-ОФ-471  | 25,0             | 3,6         | 800                      | 19 800                |
| Гаубичний                                             | 53-ОФ-462  | 21,7             | 3,67        | 765 (заряд № 1)          | 16 600                |
| Гарматний                                             | 53-ОФ-471В | ?                | ?           | ?                        | ?                     |
| Гарматний                                             | 53-ОФ-472  | ?                | ?           | ?                        | ?                     |
| Бетонобійні снаряди                                   |            |                  |             |                          |                       |
| Гарматний                                             | 53-Г-471   | 25,0             | 2,2         | 800                      | 20 400                |
| Хімічні снаряди                                       |            |                  |             |                          |                       |
| Осколково-хімічний гарматний                          | 53-ОХ-471  | 25,0             | ?           | 800                      | 19 800                |
| Хімічний гаубичний                                    | 53-Х-462   | 21,8             | ?           | 705 (заряд № 2)          | ?                     |

| Таблиця бронепробиваемости для 122-мм гармати зраз. 1931/37 рр. (А-19) |                           |                           |
| Тупоголовый каліберний бронебійний снаряд 53-БР-471Б |                           |                           |
| Дальність, м | При куті зустрічі 60°, мм | При куті зустрічі 90°, мм |
| 100 | (137)                     | (168)                     |
| 500 | 125 (128)                 | 155 (157)                 |
| 1000 | 120 (119)                 | 145 (146)                 |
| 1500 | 110 (111)                 | 135 (136)                 |
| 2000 | 100 (103)                 | 125 (126)                 |
| 2500 | 90 (94)                   | 115 (115)                 |
| 3000 | 85 (88)                   | 105 (108)                 |
| 3500 | (82)                      | (100)                     |
| 4000 | (74)                      | (90)                      |
| Остроголовый каліберний бронебійний снаряд 53-БР-471 |                           |                           |
| Дальність, м | При куті зустрічі 60°, мм | При куті зустрічі 90°, мм |
| 100 | (139)                     | (170)                     |
| 500 | 120 (122)                 | 150 (151)                 |
| 1000 | 105 (108)                 | 130 (133)                 |
| 1500 | 95 (95)                   | 115 (116)                 |
| 2000 | 80 (83)                   | 100 (102)                 |
| 2500 | 70 (74)                   | 90 (90)                   |
| 3000 | 65 (65)                   | 75 (79)                   |
| 3500 | (56)                      | (69)                      |
| 4000 | (50)                      | (61)                      |
| Наведені дані ставляться до радянської методики розрахунку пробивної здатності. Слід пам'ятати, що показники бронепробиваемости можуть помітно відрізнятися при використанні різних партій снарядів і різної за технологією виготовлення броні, а також різних методик розрахунку. Товщина пробивається броні дана з округленням до 5 мм в меншу сторону. В дужках — розрахункова за формулою Якоб де Марра за уточненими даними остаточних швидкостей таблиці стрільби 122-мм танкової гармати зразка 1943 року (Д-25Т) ГАУ 144Т видання 1969 року. Тупоголовый бронебійний снаряд БР-471Б освоєно у виробництві з 1945 року. |                           |                           |

## Оцінка проекту

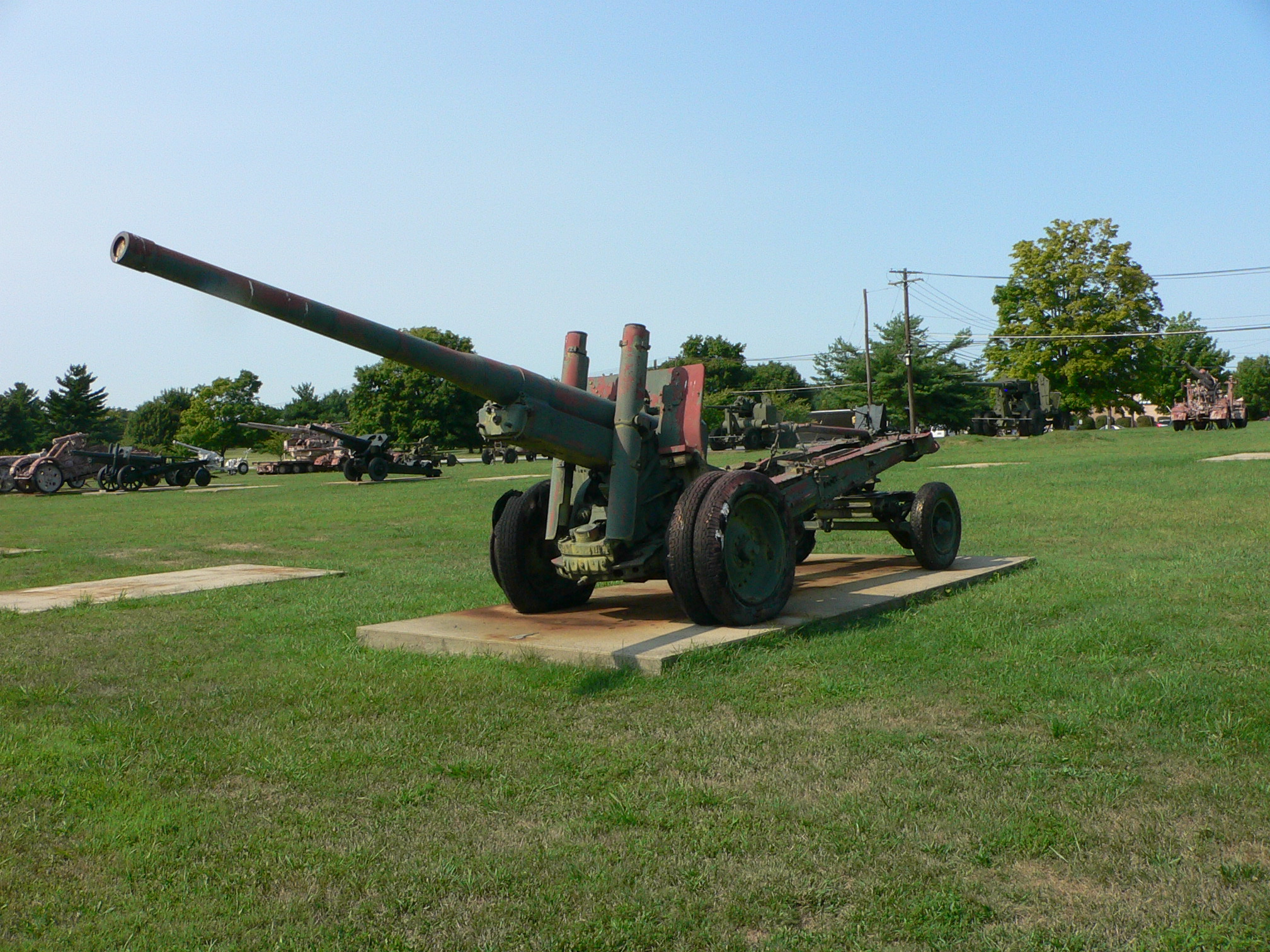
122-мм гармата зразка 1931/37 років на Абердинському полігоні, США

Для свого часу, 122-мм гармата зразка 1931/37 років була цілком сучасною, конструктивно досконалою, яка вдало поєднувала високу вогневу міць, рухливість, технологічність у виробництві і невибагливість в експлуатації. Модифікувавши 122-мм гармату зразка 1931 року, радянські конструктори зуміли позбутися більшості її недоліків, пов'язаних з конструкцією лафета; крім того, уніфікація лафетів А-19 і МЛ-20 істотно здешевила виробництво і експлуатацію обох артилерійських систем. Вдалість конструкції гармати підтверджується довгою службою даної артилерійської системи в різних країнах світу, у деяких з яких вона знаходиться на озброєнні і донині.
Порівняння гармати з іншими артсистемами ускладнюється малою кількістю аналогів. Численні 105-мм гармати, такі як німецька 10,5 cm K. 18, легше і мали близьку або дещо більшу дальність стрільби, а маса їх 15-кілограмового снаряда не йшла ні в яке порівняння з 25-кілограмовим снарядом А-19. Потужні 150-мм гармати на зразок німецької 15 cm K. 18 при важчому снаряді і істотно більшій дальності стрільби були набагато важчі і відповідно сильно поступалися А-19 у вартості і мобільності. Порівняння ж з 128-мм німецькими гарматами некоректне — ці гармати з'явилися в самому кінці війни, мали потужну балістику і велику вагу (8,3—12,2 т). Старі гармати періоду Першої світової війни з однобрусним лафетом, такі як польська 120-мм wz.78/09/31 або британська 127-мм 60 pounder, були істотно легші, але мали значно меншу дальність стрільби (11-12 км). Повними аналогами А-19 можна вважати лише бельгійську 120-мм гармату, британську 114-мм BL 4,5 inch і американську 4,5 inch Gun M1. Бельгійська гармата було істотно легше 122-мм гармати зразка 1931 р. (5,4 т в бойовому положенні), але мала дещо легший снаряд (21,9 кг) і меншу дальність стрільби (17,6 км). Британська ж гармата приблизно дорівнює радянській, будучи близькою за масою (7,3 т), масою снаряда (24,95 кг) та дальністю стрільби (19,2 км). Варто відзначити, що незважаючи на те, що британська гармата з'явилася приблизно одночасно з радянською (серійне виробництво з 1937 року), її випуск спочатку не був масовим (до 1940 році вироблено всього 72 гармати). Американська гармата, що була накладенням ствольної британської групи на лафет гармати 155-мм гаубиці M1, при близьких до А-19 масі снаряда і дальності стрільби була істотно легшою (5,6 т), однак ця гармата була розроблена значно пізніше А-19, і її випуск не був масовим.

## Збережені екземпляри
До теперішнього часу збереглося досить багато 122-мм гармат зразка 1931/37 років, представлених в експозиції різних військових музеїв. Зокрема, ці гармати можна побачити в Музеї артилерії та інженерних військ в Санкт-Петербурзі, Центральному музеї Збройних Сил у Москві, у Музеї вітчизняної військової історії в Підмосков'ї, в Музеї героїчної оборони і звільнення Севастополя на Сапун-горі у Севастополі, у фінському артилерійському музеї в р. Хямеэнлинна, в Музеї польської армії у Варшаві, в американському військовому музеї (Абердинський полігон) і багатьох інших.
Встановлені як пам'ятник
- Росія:
  - сел. Амдерма, Ненецький АО
  - Місто Воркута, Республіка Комі
  - Місто Гагарін, Смоленської області, (на постаменті)
  - смт Духовщина, Смоленської області, (на постаменті) 1939 р. випуску зав. № 598
  - смт Колпны, Орловської області
  - смт Масельская, Карелія, (на постаменті)
  - Місто Оренбург (на постаменті)
  - Місто Перм (на постаменті) перед заводом Мотовилихинским
  - Місто Плавск, Тульської області, (на постаменті) 1940 р. випуску зав. № 773
  - Місто Соликамск, Пермського краю
  - смт Шексна, Вологодської області, (на постаменті)
  - смт Яковлево, Бєлгородської області, (на постаменті) 2 шт.
  - смт Ямм, Псковської області, (на постаменті) на дорозі Псков Гдов

## А-19 в сувенірної та ігрової індустрії
Масштабні копії А-19 випускаються українською фірмою ACE (в масштабі 1:72).
На відміну від танків, різноманітність моделей артилерійського озброєння зустрічається в дуже обмеженому числі комп'ютерних ігор. Зокрема, А-19 можна побачити в російських іграх «War Thunder» (як гармата ІСУ-122), «Бліцкриг», «Сталінград» і «Sudden Strike», в World of Tanks (як гармата САУ СУ-8 і гармата ІСУ-152 і СУ-152).

## Оператори
- Алжир — 100 гармат, за станом на 2016 рік[29]
- Гвінея — 12 гармат, станом на 2016 рік[30]
- Єгипет — 36 гармат, за станом на 2016 рік[31]
- КНДР — деяка кількість, станом на 2016 рік[32]
- Куба — деяка кількість у складі берегової артилерії, станом на 2016 рік[33]

### Колишні оператори
- Болгарія — 25 гармат, станом на 2007 год[34]
- Третій рейх — до 400 гармат
- Ємен — 248 гармат, станом на 2007 год[34]
- Польща — понад 60 гармат[35], зняті з озброєння[34]
- Румунія — 41 гармата, станом на 2007 год[34]
- Сирія — до 100 гармат, деяка кількість, можливо, залишається на зберіганні, станом на 2007[34]
- Фінляндія — до 25 гармат, зняті з озброєння[34]
- Югославія — 78 гармат, зняті з озброєння[34]
- Іспанія — 150 гармат, останні зняті з озброєння в 1991.